# Протоколи на Съветските мъдреци
Протоколите на Съветските мъдреци е памфлет под формата на лекции по висша социология, предназначени за целия команден състав на КГБ и ръководството на съветската държава в навечерието на перестройката. Авторът на произведението Григорий Климов чрез книгата пародира и осмива идеологията на ръководството на Съветския съюз в лицето на управляващата го партия КПСС с нейния ЦК и службата за сигурност на тази държава и управляващата я партия – прословутото КГБ.

## Сюжет
Внимание:  Текстът по-долу разкрива сюжета на произведението (или части от него)!
Някога в Съветския съюз е съществувал Институт за червена професура, където след революцията са подготвяни ръководните червени кадри.
По време на Голямата чистка на Сталин Институтът е ликвидиран. За негов приемник се смята Институтът по висша социология при Руската академия на науките, наричан по аналогия Институт за черна професура. В този институт впоследствие се обучават висшите кадри на партията и правителството на бившия СССР и на КГБ. Лекциите се водят от професори от дълбоко засекретения Научноизследователски институт НИИ-13 и генерали от още по-засекретения 13-и отдел на КГБ.
Произведението ни запознава с цикъл основни лекции, взети от учебната програма, които „студентите“ преминали обучение, наричат „Протоколите на съветските мъдреци“.
Създател и несменяем ръководител на Института е тайният съветник на Сталин, маршалът по сигурността на СССР, Максим Руднев – главен герой в романа на Георгий Климов „Княза на този свят“.
Целия команден състав на КГБ и ръководството на съветската държава са в навечерието на перестройката.
Сюжетът на произведението е забавен за четящия до един момент, в който на всеки престрашил се да се запознае със съдържанието на протоколите му настръхва косата от лекциите по висша социология, предвиждащи създаването на новия съветски човек в страната на победилия социализъм, където е предвидено да се построи бъдещият висш и краен строй в общественото развитие на човечеството – комунизма (виж марксизъм-ленинизъм).